# Euriphene acutangula
Euriphene acutangula är en fjärilsart som beskrevs av Aurivillius 1909. Euriphene acutangula ingår i släktet Euriphene och familjen praktfjärilar. Inga underarter finns listade i Catalogue of Life.